# Wasserschaubuch
In einem Wasserschaubuch wurden die rechtserheblichen Ergebnisse einer amtlichen Besichtigung von Gewässern, der sogenannten Wasserschau (heute meist Gewässerschau), festgehalten. Für eine Wasserschau werden  im Rahmen des Wasserrechts sogenannte Schaukommissionen gebildet, welche die „natürlich fließenden Gewässer und die Wasserschutzgebiete“ begutachten. Über die Ergebnisse einer Wasserschau wird heute ein Protokoll angefertigt, das allen Beteiligten ausgehändigt wird; früher wurden die Ergebnisse in ein Wasserschaubuch eingetragen, das bei der nächsten Begehung fortgeschrieben wurde. 

## Historischer Hintergrund
Über das Eigentums- und Nutzungsrecht am Wasser gibt es erste Kodifizierungen im Corpus iuris civilis der oströmischen Kaisers Justinian I. (482–565 n. Chr.). Hier wurde die Unterscheidung zwischen privaten und öffentlichen Gewässern gemacht, wobei ständig fließende Gewässer und das Meer als öffentliche Gewässer betrachtet wurden; aus der Nutzung öffentlicher Gewässer konnte der jeweilige Landesherr Einkünfte erzielen. Auch im deutschen Recht wurde durch Kaiser Friedrich Barbarossa 1158 das Wasserregal zu den königlichen Regalien gezählt. Im 13. Jahrhundert gingen diese Rechtsansprüche auf geistliche und weltliche Fürsten über. Im deutschen Recht wurde in der Schiffbarkeit bzw. der Flößbarkeit das Erkennungsmerkmal für Gewässer gesehen, die dem Königsbann unterstehen. Über viele Zwischenstufen hat sich daraus das heute geltende Wasserrecht entwickelt.

## Amberger Wasserschaubücher
Mit der Belehnung von Nutzungsrechten an Gewässern an die Besitzer von Mühlen oder Eisenwerke und der Einhebung von Schifffahrtszöllen waren hohe Einnahmen des Landesfürsten verbunden. In besonderer Weise galt dies für die Oberpfalz, in der sich aufgrund von Naturgegebenheiten (Erz- und Waldreichtum, Wasserkraft) ein dichtes Netz an Eisenhämmern entwickeln konnte und die als „Ruhrgebiet des Mittelalters“ bezeichnet wurde.
Um diese Einnahmen zu sichern, war es notwendig, den Zustand der nutzbaren Flüsse zu überprüfen und entsprechende Maßnahmen zur Behebung von Schäden zu veranlassen. Dies geschah durch die sogenannten Wasserschauen, die ein Vorrecht des Landesherrn waren. Diesem stand auch das Eigentum an den Wasserschaubüchern zu. Die Wasserschauen wurden durch die „Geschworenen der Pfaltz Wasserschawer“ durchgeführt. Dieser Kommission gehörte als oberster Beamter der Regierung der Landrichter (oder ein Unterrichter als sein Stellvertreter) an, dann der Landgerichtsschreiber, ein Zeugmeister als Wasserbau-Sachverständiger und zwei sachkundige Bürger als Laienbeisitzer; auch der Eigentümer oder der Hammermeister des jeweils begutachteten Werkes waren Mitglieder der Kommission.
Im Staatsarchiv Amberg sind fünf Wasserschaubücher über die Wasserschauen an der Vils vorwiegend aus dem 16. Jahrhundert vorhanden, darunter Erstschriften des Landgerichtsschreibers Hans Pachmar von 1567/68 bis zu Kopien aus dem 17. Jahrhundert. In einem Auszugsband sind Ergebnisse aus früheren Wasserschauen (1476, 1526, 1540, 1544, 1547, 1554, 1559) dokumentiert. 
Festgehalten wurden Messungen der Fallhöhe, von Länge und Breite des Ausfalls, die Höhe des Eichpfahls und die Höhe der Wand am Bettgerinn. Als Maß wurde der Amberger Stadtschuh (0,299966 m), bestehend aus zwölf Zoll (0,02499 m), verwendet. Ebenso wurde bei nicht ordnungsgemäßen Zuständen entsprechende Maßnahmen angeordnet oder Strafen ausgesprochen, wie die folgenden Beispiele zeigen.

„Gumpenhof“ „Im Wasserschaubuch  von 1567 wird für den Fall, dass nicht geschmiedet wird, ein bestimmter Wasserstand festgelegt; dazu soll der Inhaber das Wehr öffnen. … Bei der Wasserschau am 29. Mai 1571 wird festgestellt, dass der Hammer abgehen will, weshalb dem Inhaber auferlegt wird, sich einigen Wassers und der vorstehenden Schützen nicht zu gebrauchen; jedoch wird ihm das zum Mahlen nötige Wasserquantum belassen.“

„Schlicht die Mühle“ „Wasserschau gehalten Sonntag nach Bonifaz 1540. Der Inhaber der Mühle soll die Fallbretter so einrichten, dass sie an den Feiertagen aufgezogen werden können. Bei der Wasserschau am 30. Mai 1571 wird festgestellt, dass die Fallbretter noch nicht so errichtet sind, weshalb ihm bei Androhung von 5 Pfund Pfennig Strafe auferlegt wird, dies nachzuholen.“

Die Wasserschaubücher sind wichtige Quellen für die lokale spätmittelalterliche und frühneuzeitliche Industrie- und Montangeschichte.